# Stan Urban
Stan Urban er en skotsk sanger og pianist bosat i Danmark. Stan har i kraft af sit ekvilibristiske rock'n'roll-piano optrådt med et hav af rock'n'rollens legender.
Stan Urban bevæger sig inden for 50'er-rocken og spiller med stor energi med nutidens sjæl og uden syntetiske lift. Da Stan første gang kom til Danmark i midten af 1980'erne blev han foreslået at ændre sit navn og begynde at spille playback, men han afslog dog dette. Han mener at det skal være den ægte vare, der leveres til publikum.